# Падаятра
Падая́тра — піше паломництво в індуїзмі. Часто супроводжується співом кіртанів і займає багато днів, тижнів і навіть місяців. Падаятрою також називають багатоденні публічні марші індійськими селами, які індійські політики влаштовують з метою політичної пропаганди та привернення уваги до соціальних проблем. Від кінця 1980-х років Міжнародне Товариство Свідомості Крішни стало проводити падаятри також у західних країнах.